# Hedenbergita
L'hedenbergita, CaFeSi₂O₆, és un mineral del subgrup dels clinopiroxens que cristal·litza en el sistema monoclínic. És molt rar trobar el mineral com a fase pura en estat natural, ja que la gran majoria de cops es troba amb impureses. Va ser anomenat el 1819 per M.A.Ludwig Hedenberg, qui fou el primer a classificar l'hedenbergita com a mineral. L'hedenbergita es troba principalment en roques metamòrfiques de contacte riques en ferro; també es pot trobar tant en condrites com en skarns (roques metamòrfiques calcosilicatades). Als territoris de parla catalana ha estat descrita a Can Llavor i a l'aflorament del Puig del Pedró, tots dos indrets a Susqueda.

## Propietats

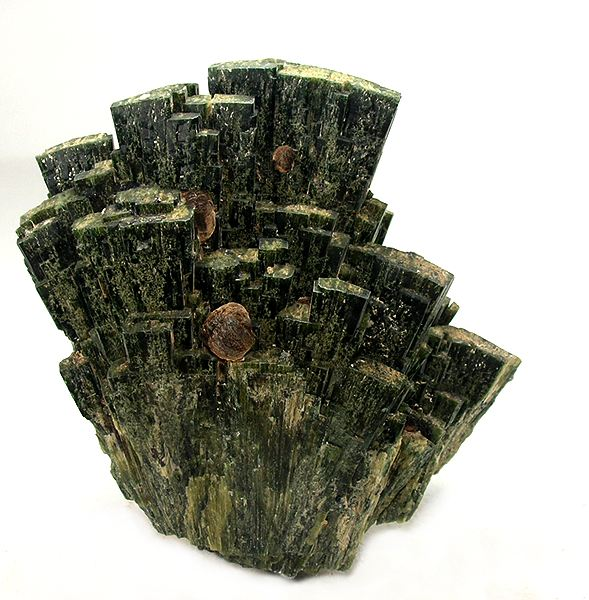
Cristalls d'hedenbergita de fins a 9 cm amb granat

La duresa de l'hedenbergita a l'escala de Mohs oscil·la entre 5 i 6. Presenta dues direccions d'exfoliació (exfoliació típica dels piroxens) que es tallen entre si tot formant angles de 90 graus. Presenta fractura concoidal. El color pot variar des de negre a marró o verd amb una lluïssor que pot oscil·lar entre vítria, resinosa o mat. L'hedenbergita forma solució sòlida amb el diòpsid i l'augita (l'hedenbergita és el més ric en ferro dels tres minerals que formen la solució).

## Composició i estructura

Diagrama dels piroxens

El diagrama dels piroxens esquematitza les composicions dels piroxens presents en roques ígnies, com el diòpsid, l'hedenbergita, l'enstatita i la ferrosilita. Les principals diferències en la composició es troben en el contingut de calci, magnesi i ferro.

## L'hedenbergita a la natura

### L'hedenbergita a les condrites
Les condrites són un tipus de meteorit que ha patit una petita alteració per fos o una diferenciació des de la formació del sistema solar. Un dels meteorits condrítics més ben estudiats és el meteorit Allende. L'hedenbergita es va trobar en el meteorit Allende associada amb minerals com la sodalita i la nefelina.

### L'hedenbergita als skarns
L'hedenbergita també és trobada als skarns. Un skarn és una roca metamòrfica formada per l'alteració dels minerals originals per fenòmens hidrotermals.

### Dipòsits i jaciments on es troba
Els jaciments d'hedenbergita es troben per tot el món, tot i que generalment en llocs on s'hagin donat les condicions de metamorfisme adequades. Els jaciments on apareixen bons exemplars són bastant escassos. Són d'especial menció els jaciments de la Toscana i de l'Illa d'Elba a Itàlia; el de Broken Hill a Nova Gal·les del Sud, Austràlia; Obira al Japó i Arendal a Noruega.